# 球泉洞駅
球泉洞駅（きゅうせんどうえき）は、熊本県球磨郡球磨村大字一勝地にある、九州旅客鉄道（JR九州）肥薩線の駅である。

## 歴史
- 1942年（昭和17年）12月21日：大坂間仮乗降場として鉄道省が開設[2]。
- 1947年（昭和22年）3月1日：大坂間駅に昇格[4]。有人化。
- 1962年（昭和37年）
  - 4月1日：業務委託駅となる（日本交通観光社に委託）[5]。
  - 10月1日：貨物取扱廃止[6]。
- 1984年（昭和59年）2月1日：荷物扱い廃止[6]。無人化[7]。
- 1987年（昭和62年）4月1日：国鉄分割民営化により九州旅客鉄道が継承[3]。
- 1988年（昭和63年）3月13日：球泉洞駅に改称[3]。
- 2004年（平成16年）3月13日：特急「九州横断特急」運転開始[3]。
- 2016年（平成28年）3月26日：特急「九州横断特急」の人吉発着便及び特急「くまがわ」が廃止され、優等列車の乗り入れがなくなり、普通列車のみとなる[8]。
- 2020年 (令和2年) 7月4日：令和2年7月豪雨による球磨川の氾濫でホームが流出し駅舎が半壊する被害を受ける[9]。
- 2024年（令和6年）2月：倒壊の恐れが出てきた駅舎の解体工事に着手予定[10]。

## 駅構造

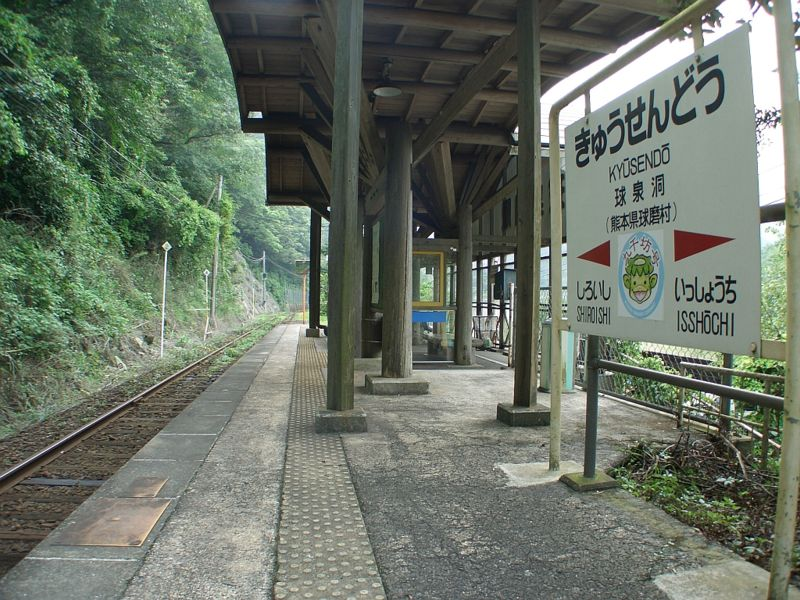
ホーム（2006年9月）

単式ホーム1面1線を有する地上駅。非常に大きなログハウス状の待合所（水洗トイレ設置）が置かれている。倒壊の恐れがあるとして、2024年2月から駅舎の解体撤去工事が実施される。無人駅。かつては有人駅で駅舎も建っていた。
駅名の「球泉洞」は当駅の北東約1.2kmの場所にある鍾乳洞で、1988年にそれまでの「大坂間」から改称された。同時期に急行「えびの」「くまがわ」の一部が停車するようになり、急行廃止・特急化後も、特急「九州横断特急」が当駅に上下2本停車していたが、2016年3月26日のダイヤ改正で「九州横断特急」の人吉-熊本間が廃止されたため、普通列車のみの停車駅となった。
同日から2017年3月4日ダイヤ改正前日まで運行されていた快速列車も停車せず、同日ダイヤ改正で新設された特急「かわせみ やませみ」や「いさぶろう・しんぺい」も停車しない。

## 駅周辺

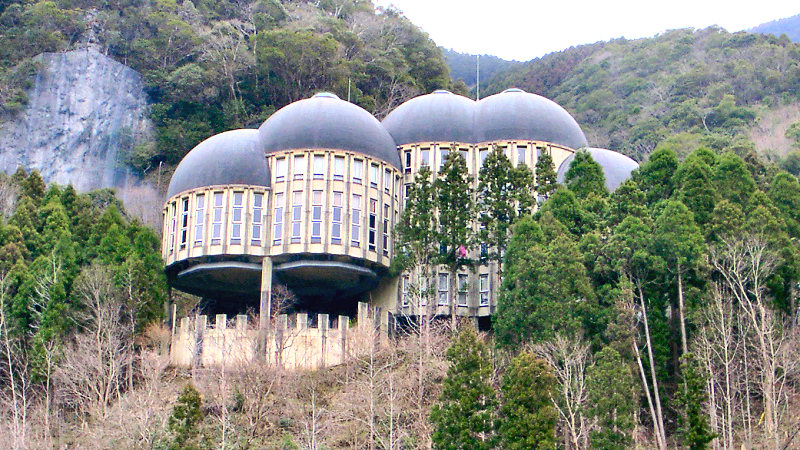
球泉洞森林館（2005年3月）

球磨村西端部の芦北町との境界付近の山間部に位置しており、駅周辺には大きな集落はない。
駅に隣接するように二つの商店が存在していたが、2020年の豪雨災害で駅と共に流失した。商店の店主は駅の名誉駅長を務めていたこともあったが、災害で犠牲となっている。
駅前の球磨川の対岸の道路上に産交バスの「松本」バス停がある。
- 球泉洞 - 徒歩約20分。球泉洞見学者は球泉洞に連絡すれば当駅との間で無料送迎を受けられる。
- 球泉洞森林館・エジソンミュージアム
- 熊本県道304号一勝地神瀬線 - 駅前の道路。肥薩線に並行するが、当駅北側では球磨川沿いに通る。
- 旧国道219号 - 駅前の球磨川の対岸を肥薩線に並行して通る。当駅周辺部は球磨川バイパスの開通により旧道化。

## 隣の駅
九州旅客鉄道（JR九州）
■肥薩線
白石駅 - 球泉洞駅 - 一勝地駅